# Torneo Apertura 2025 Segunda División (Guatemala)
El Torneo Apertura 2025 es el primer torneo de la Temporada 2025−26 de la Segunda División de Guatemala, la tercera categoría del fútbol guatemalteco.

## Sistema de competencia
La asamblea de equipos acordó un cambio de formato para la temporada 2023−24, dividiendo a los 40 equipos en 4 grupos de 10 en lugar de 5 grupos de 8 equipos, aumentando las 14 fechas a 18 y los 280 partidos a 360. Este formato se mantuvo para la temporada 2024–25.
El torneo se divide en dos fases:
- Fase de clasificación: 18 fechas de 20 partidos (360 partidos totales)
- Fase final: 28 partidos (desde octavos de final hasta las series finales)

### Fase de clasificación
Los 40 equipos participantes son divididos en 4 grupos de 10 equipos a razón de proximidad geográfica. Durante esta fase, cada equipo juega a visita recíproca contra sus otros 9 rivales de grupo, para un total de 18 fechas. Tras finalizar las 18 fechas regulares, los equipos son ordenados según la cantidad de puntos obtenidos (3 por victoria, 1 por empate y 0 por derrota), utilizando el diferencial de goles y los goles anotados como criterios de desempate. Los cuatro mejores equipos clasifican a la fase final por el título.

### Fase final
Los 16 equipos clasificados se ordenan según los puntos obtenidos en la fase de clasificación, enfrentándose a visita recíproca de la siguiente manera:
- 1° vs. 16°
- 2° vs. 15°
- 3° vs. 14°
- 4° vs. 13°
- 5° vs. 12°
- 6° vs. 11°
- 7° vs. 10°
- 8° vs. 9°

Los equipos ganadores de las series serán aquellos que anoten más goles en los dos partidos correspondientes. Tras haberse definido los 8 clasificados, los cuartos de final se jugarán a visita recíproca, enfrentando a los equipos de modo que:
- 1.° mejor clasificado vs 8.° mejor clasificado
- 2.° mejor clasificado vs 7.° mejor clasificado
- 3.° mejor clasificado vs 6.° mejor clasificado
- 4.° mejor clasificado vs 5.° mejor clasificado

Tras finalizados los dos enfrentamientos, los equipos ganadores de las series se enfrentan en la ronda semifinal a partido único en una sede equidistante a la localía de los equipos a enfrentar; lo anterior responde a que los equipos clasificados a la final también clasificarán a las series de ascenso. El orden de los enfrentamientos se define de modo que:
- 1.° mejor clasificado vs 4.° mejor clasificado
- 2.° mejor clasificado vs 3.° mejor clasificado

Los equipos ganadores clasificarán a la final y a las series de ascenso. Asimismo, el equipo que gane la final entre los ganadores de las dos semifinales será nombrado campeón de liga.

### Series de ascenso
Los finalistas del Torneo Apertura y el Torneo Clausura se enfrentarán a un partido en sede neutral de la siguiente forma:
- Campeón del Apertura vs Subcampeón del Clausura
- Campeón del Clausura vs Subcampeón del Apertura

Los dos equipos ganadores de estas series ascenderán a Primera División. Mientras tanto, los equipos perdedores se enfrentarán en otro duelo en sede neutral para definir el tercer ascenso.

## Participantes

### Cambios en los equipos

#### Ascensos y Descensos
| Pos. | Descendidos de la Primera División 2024–25 |
| ---- | ------------------------------------------ |
| 10 A | Pajapita                                   |
| 9 B  | Gualán                                     |
| 10 B | Barberena                                  |

| Pos.  | Ascendidos de la Segunda División 2024–25 |
| ----- | ----------------------------------------- |
| C&F   | Aguacatán                                 |
| Prom. | Nueva Santa Rosa                          |
| Prom. | Ipala                                     |
| Auto  | Chimaltenango                             |
| Auto  | Carchá                                    |
| Ficha | Sistecom Gomera                           |
| Ficha | Chichicasteco                             |

| Pos.  | Ascendidos desde la Tercera División 2024–25 |
| ----- | -------------------------------------------- |
| C&F   | Poptún                                       |
| C&F   | Choleña FC                                   |
| Prom. | Cabañas                                      |
| Prom. | Deportivo Patulul                            |
| Dep.  | San Luis FC                                  |
| Dep.  | Jocotán                                      |
| Dep.  | DM Catocha                                   |
| Dep.  | Juventud Cachacera                           |

| Pos. | Descendidos a la Tercera División 2025–26 |
| ---- | ----------------------------------------- |
| 36   | CSD Sanjuaneros                           |
| 38   | La Unión                                  |
| 39   | Rayados GT Escuintla                      |
| 40   | Creación FC                               |

#### Cambios administrativos
- Tacaná FC compra los derechos deportivos de Heredia.[11]
- Monjas FC compra los derechos deportivos de Santa Cruz FC.[12]
- Draco FC compra los derechos deportivos de Atlético Ariga.[13]
- Champ's Academy Guatemala compra los derechos deportivos de Pueblo Nuevo Viñas.[13]
- Escuintla FC compra los derechos deportivos de Juventud Mingueña. [14]
- Juventud Esquipulteca ingresa a la competición.
- San José del Golfo ingresa a la competición.
- Sansare ingresa a la competición.
- AFF Guatemala ingresa a la competición.
- San Sebastián ingresa a la competición.

### Información
| Grupo A               | Grupo A             | Grupo A                           |
| Equipo                | Ciudad              | Estadio                           |
| --------------------- | ------------------- | --------------------------------- |
| Cabañas               | Cabañas             |                                   |
| Izabal JC             | Puerto Barrios      | Roy Fearon                        |
| Juventud Cachacera    |                     |                                   |
| Juventud Esquipulteca |                     |                                   |
| Juventud Teculuteca   | Teculután           | Julio Héctor Paz Castilla         |
| Poptún                | Poptún              |                                   |
| San Jorge             | San Jorge           | Municipal San Jorge               |
| San Luis              | San Luis            |                                   |
| Santa Cruz AV         | Santa Cruz Verapaz  | Isaías García Morales             |
| Sayaxché              | Sayaxché            | Municipal La Pasión               |
| Grupo B               |                     |                                   |
| Equipo                | Ciudad              | Estadio                           |
| Catocha               |                     |                                   |
| Cuilapa               | Cuilapa             | Municipal de Cuilapa              |
| Jocotán               |                     |                                   |
| Jutiapa               | Jutiapa             | El Cóndor                         |
| Monjas                |                     |                                   |
| Palencia              | Palencia            | Francisco Escobar Pérez           |
| San José del Golfo    |                     |                                   |
| Sanarate              |                     |                                   |
| Sansare               |                     |                                   |
| Tigres del Jumay      | Jalapa              | Ingeniero Mario Estrada           |
| Grupo C               |                     |                                   |
| Equipo                | Ciudad              | Estadio                           |
| AFF Guatemala         |                     |                                   |
| Amatitlán             | Amatitlán           | Guillermo Slowing                 |
| Champ's Guatemala     |                     |                                   |
| Draco FC              |                     |                                   |
| Escuintla FC          |                     |                                   |
| Fraijanes             |                     |                                   |
| Patulul               |                     |                                   |
| Puerto San José       | San José            | Vicente Arévalo                   |
| San Pedro             | San Pedro La Laguna | Bella Vista                       |
| USAC                  | Ciudad de Guatemala | Revolución                        |
| Grupo D               |                     |                                   |
| Equipo                | Ciudad              | Estadio                           |
| América de Salcajá    | Salcajá             | Panorama Adelso de León Amézquita |
| Ayutla                | Ayutla Tecún Umán   | Tecún Umán                        |
| Barillas              | Santa Cruz Barillas | Carlos Enrique Mérida Cardona     |
| Chiantla              | Chiantla            | Buenos Aires                      |
| Colomba               | Colomba Costa Cuca  | César Manuel Aguirre y Aguirre    |
| El Mazateco AF        | Mazatenango         | La Bombonera                      |
| Jacalteco             | Jacaltenango        | Filomeno Herrera                  |
| Sija                  | San Carlos Sija     | José Domingo Calderón Díaz        |
| Tacaná                | Tacaná              |                                   |

## Fase de clasificación

### Grupo A
| Pos. | Equipos               | PJ | PG | PE | PP | GF | GC | Dif. | PTS | Clasificación    |
| ---- | --------------------- | -- | -- | -- | -- | -- | -- | ---- | --- | ---------------- |
| 1    | Poptún                | 3  | 2  | 1  | 0  | 3  | 1  | +2   | 7   | Octavos de final |
| 2    | Izabal JC             | 3  | 2  | 1  | 0  | 3  | 1  | +2   | 7   | Octavos de final |
| 3    | Juventud Teculuteca   | 3  | 2  | 0  | 1  | 10 | 1  | +9   | 6   | Octavos de final |
| 4    | San Jorge             | 3  | 2  | 0  | 1  | 6  | 1  | +5   | 6   | Octavos de final |
| 5    | Sayaxché              | 3  | 2  | 0  | 1  | 6  | 1  | +5   | 6   |                  |
| 6    | Cabañas               | 3  | 2  | 0  | 1  | 2  | 1  | +1   | 6   |                  |
| 7    | Juventud Cachacera    | 3  | 1  | 0  | 2  | 3  | 8  | –5   | 3   |                  |
| 8    | Santa Cruz AV         | 3  | 1  | 0  | 2  | 3  | 8  | –5   | 3   |                  |
| 9    | Juventud Esquipulteca | 3  | 0  | 0  | 3  | 2  | 9  | –7   | 0   |                  |
| 10   | San Luis              | 3  | 0  | 0  | 3  | 0  | 7  | –7   | 0   |                  |

### Grupo B
| Pos. | Equipos            | PJ | PG | PE | PP | GF | GC | Dif. | PTS | Clasificación    |
| ---- | ------------------ | -- | -- | -- | -- | -- | -- | ---- | --- | ---------------- |
| 1    | Palencia           | 3  | 2  | 1  | 0  | 7  | 2  | +5   | 7   | Octavos de final |
| 2    | Cuilapa            | 3  | 2  | 1  | 0  | 5  | 2  | +3   | 7   | Octavos de final |
| 3    | Tigres del Jumay   | 3  | 2  | 0  | 1  | 6  | 4  | +2   | 6   | Octavos de final |
| 4    | DM Catocha         | 3  | 1  | 2  | 0  | 7  | 4  | +3   | 5   | Octavos de final |
| 5    | San José del Golfo | 3  | 1  | 1  | 1  | 4  | 5  | –1   | 4   |                  |
| 6    | Sansare            | 3  | 1  | 1  | 1  | 2  | 3  | –1   | 4   |                  |
| 7    | Jutiapa            | 3  | 1  | 0  | 2  | 3  | 4  | –1   | 3   |                  |
| 8    | Jocotán            | 3  | 1  | 0  | 2  | 3  | 8  | –5   | 3   |                  |
| 9    | Sanarate           | 3  | 0  | 1  | 2  | 1  | 3  | –2   | 1   |                  |
| 10   | Monjas             | 3  | 0  | 1  | 2  | 2  | 5  | –3   | 1   |                  |

### Grupo C
| Pos. | Equipos           | PJ | PG | PE | PP | GF | GC | Dif. | PTS | Clasificación    |
| ---- | ----------------- | -- | -- | -- | -- | -- | -- | ---- | --- | ---------------- |
| 1    | Fraijanes         | 3  | 3  | 0  | 0  | 7  | 0  | +7   | 9   | Octavos de final |
| 2    | Universidad SC    | 3  | 3  | 0  | 0  | 7  | 2  | +5   | 9   | Octavos de final |
| 3    | Amatitlán         | 3  | 2  | 0  | 1  | 6  | 3  | +3   | 6   | Octavos de final |
| 4    | Escuintla FC      | 3  | 2  | 0  | 1  | 6  | 4  | +2   | 6   | Octavos de final |
| 5    | Patulul           | 3  | 2  | 0  | 1  | 3  | 2  | +1   | 6   |                  |
| 6    | Draco             | 3  | 1  | 1  | 1  | 5  | 6  | –1   | 4   |                  |
| 7    | Puerto San José   | 3  | 1  | 0  | 2  | 2  | 4  | –2   | 3   |                  |
| 8    | Champ's Guatemala | 3  | 0  | 1  | 2  | 3  | 5  | –2   | 1   |                  |
| 9    | AFF Guatemala     | 3  | 0  | 0  | 3  | 1  | 7  | –6   | 0   |                  |
| 10   | San Pedro         | 3  | 0  | 0  | 3  | 2  | 9  | –7   | 0   |                  |

### Grupo D
| Pos. | Equipos         | PJ | PG | PE | PP | GF | GC | Dif. | PTS | Clasificación    |
| ---- | --------------- | -- | -- | -- | -- | -- | -- | ---- | --- | ---------------- |
| 1    | San Sebastián   | 3  | 3  | 0  | 0  | 7  | 1  | +6   | 9   | Octavos de final |
| 2    | Chiantla        | 2  | 2  | 0  | 0  | 7  | 1  | +6   | 6   | Octavos de final |
| 3    | Barillas        | 3  | 2  | 0  | 1  | 6  | 3  | +3   | 6   | Octavos de final |
| 4    | Sija            | 3  | 2  | 0  | 1  | 4  | 3  | +1   | 6   | Octavos de final |
| 5    | El Mazateco AF  | 3  | 2  | 0  | 1  | 3  | 2  | +1   | 6   |                  |
| 6    | Colomba         | 3  | 1  | 1  | 1  | 4  | 2  | +2   | 4   |                  |
| 7    | Jacalteco       | 3  | 1  | 0  | 2  | 2  | 4  | –2   | 3   |                  |
| 8    | Ayutla          | 3  | 0  | 1  | 2  | 2  | 7  | –5   | 1   |                  |
| 9    | América Salcajá | 3  | 0  | 0  | 3  | 1  | 7  | –6   | 0   |                  |
| 10   | Tacaná          | 2  | 0  | 0  | 2  | 1  | 7  | –6   | 0   |                  |